# Ranço
Ranço ou rançoso é um alimento quando este apresenta uma alteração de sabor produzida pelo contato com o ar nas substâncias gordurosas. O ranço se caracteriza pela presença de um  odor forte e sabor amargo ou acre. Normalmente esse sabor está ligado à formação de ácido butanoico no alimento, devido à oxidação.